# Horné Mýto
Horné Mýto és un poble i municipi d'Eslovàquia que es troba a la regió de Trnava, a l'oest del país.

## Història
La primera menció escrita de la vila es remunta al 1406.

## Demografia
| Godina             | 1994 | 2004   | 2014   | 2024   |
| ------------------ | ---- | ------ | ------ | ------ |
| Nombre de persones | 945  | 977    | 959    | 925    |
| Diferència         |      | +3,38% | −1,84% | −3,54% |

| Godina             | 2023 | 2024   |
| ------------------ | ---- | ------ |
| Nombre de persones | 908  | 925    |
| Diferència         |      | +1,87% |